# Sciadoceridae
Sciadoceridae  (лат.) — семейство насекомых из отряда двукрылых. Внешне напоминают горбаток и, возможно, что это семейство является подсемейством горбаток. Эти мухи достигают в длину до 5 мм. Обитают в лесной зоне юго-восточной Австралии, в Тасмании, Новой Зеландии и южной части Южной Америки. Имеются также янтарные ископаемые из Балтии и Китая.

## Систематика
В составе семейства два рода:
- Archiphora Schmitz, 1929
- Sciadocera White, 1916